# Exodus (polski zespół muzyczny)
Exodus – polski zespół artrockowy, wykonujący rock symfoniczny. Utworzony jesienią 1976 w Warszawie przy klubie Riviera-Remont na bazie grupy Źródło braci Andrzeja i Wojciecha Puczyńskich. Oprócz nich w pierwszym składzie zespołu znaleźli się: Paweł Birula, Władysław Komendarek i Jerzy Machnikowski, którego miejsce po roku zajął Zbigniew Fyk.
Uchodzi za jedną z gwiazd Muzyki Młodej Generacji. Należał do najpopularniejszych polskich grup rockowych.

## Historia
W listopadzie 1977 w klubie Riviera-Remont i w domu Andrzeja Poniatowskiego zespół nagrał suitę Nadzieje, niepokoje, po czym przygotował profesjonalny program estradowy, dając kilkanaście koncertów w różnych miastach Polski. Wziął udział w licznych imprezach muzycznych, takich jak m.in. Polskie Targi Estradowe w Łodzi (1977), Międzynarodowa Wiosna Estradowa w Poznaniu (1978–1979), Pop Session w Sopocie (1978) czy Muzyczny Camping w Lubaniu (1979). Koncertował z brytyjskim zespołem The Rubettes; w Rivierze oraz za granicą (ZSRR, RFN, Węgry).
Przygotował muzykę do kilku spektakli muzycznych z których największa popularność zdobyły: Nadzieje, niepokoje (1977), Maski (1979) i Ostatni teatrzyk objazdowy (1980). Dwa ostatnie zostały sfilmowane i były prezentowane przez TVP, lecz taśmy z nimi zostały skasowane – ocalał tylko fragment jednego z widowisk, który został wykorzystany w telewizyjnym filmie Mysz. Wraz z krakowską grupą Skaldowie zespół wziął udział w telewizyjnym widowisku baletowym Podróż magiczna (1979) (reż. A. Wasylewski). 
W 1980 zespół wydał album długogrający pt. The Most Beautiful Day, który okazała się sukcesem komercyjnym, osiągając status złotej płyty (sprzedano 200 tysięcy egzemplarzy). W tym samym roku muzycy otrzymali tytuł zespołu, na którego nagrania najbardziej czekają czytelnicy magazynu „Non Stop”. Zrealizowali też kilka teledysków dla Telewizyjnej Listy Przebojów. Na przełomie 1981 i 1982 nagrali i wydali drugi longplay pt. Supernova, zawierający krótsze formy, będące próbą dotrzymania kroku nowym muzycznym trendom. Płytę zapowiedzieli singlem „Jestem automatem”. 
W 1983 nawiązali współpracę z Markiem Wójcickim, z którym nagrali album pt. Hazard (wydany premierowo dopiero w 2006). Zespół w nowym składzie miał sprostać erze boomu rockowego w Polsce, tzn. grać ostrzej. Rok później w zespole nastąpił rozłam i doszło do reorganizacji składu. Na przełomie 1985 i 1986 podjęto próby kontynuacji działalności pod nazwą MadMax, a jedynym śladem po twórczości tej grupy są trzy nagrania zarejestrowane w Polskim Radiu Białystok i teledysk do utworu „Atak serca”. 
Po odejściu z zespołu Władysław Komendarek rozpoczął karierę solową, a Andrzej Puczyński – po rozwiązaniu Exodusu vel grupy MadMax – założył wydawnictwo płytowe Izabelin, a następnie został prezesem Universal Music Polska. W 1992 została wydana płyta Exodus: Singles Collection (CD, Izabelin), zbierająca wszystkie nagrania singlowe zespołu. W 2010 Stachursky nagrał cover piosenki Exodusu „Ponury pejzaż” i zamieścił ją na płycie pt. Wspaniałe polskie przeboje 2.

## Członkowie

### Podstawowy skład
- Paweł Birula – śpiew, gitara dwunastostrunowa (1976-1984)
- Andrzej Puczyński – gitara (1976-1986)
- Wojciech Puczyński – gitara basowa (1976-1986)
- Władysław Komendarek – instrumenty klawiszowe (1976-1984)
- Zbigniew Fyk – perkusja (1976-1985/86)

### Pozostali członkowie
- Jerzy Machnikowski – perkusja (1976-1977)
- Marek Wójcicki – gitara (1983-1984)
- Joanna Rosińska (ex- Aki-Rock) – śpiew (1984)
- Kazimierz Barlasz – śpiew (1984-1986)
- Jacek Olejnik – instrumenty klawiszowe (1984-1986)
- Bogdan Łoś – gitara (1984-1986)

## Dyskografia

### Albumy studyjne
- Nadzieje, niepokoje (nagrany w 1977, wydany w 2006 w boksie The Most Beautiful Dream – Anthology 1977–1985)
- The Most Beautiful Day (1980)
- Supernova (1982)
- Hazard (nagrany w 1983, wydany w 2006 w boksie The Most Beautiful Dream – Anthology 1977–1985, w 2008 wydany, jako samodzielny album[2])

### Albumy kompilacyjne (wybrane)
- Muzyka Młodej Generacji (1979)
- Singles Collection (1992)
- Złota kolekcja: Najpiękniejszy dzień (2000)
- The Most Beautiful Dream – Anthology 1977–1985 (5 CD Box, Metal Mind 2006)
- Niedokończony sen (2024)[3]

### Albumy koncertowe
- Widok z góry najwyższej. Live 1980 (nagrany w 1980, wydany w 2024)[4]

### Single
- „Uspokojenie wieczorne” / „To, co pamiętam” (1978)
- „Dotyk szczęścia” / "Niedokończony sen" (1979)
- „Ostatni teatrzyk objazdowy” (część pierwsza) / „Ostatni teatrzyk objazdowy” (część druga) (1980)
- „Spróbuj wznieść się wyżej” / „Jest taki dom” (1981)
- „Jestem automatem” / „Najdłuższy lot” (1982)
- „Kosmiczny ojcze” / „Ta frajda” (1985)

### DVD
- A Ray of Sunshine (2006)